# Major League Baseball 2K7
Major League Baseball 2K7 (eller MLB 2K7) är ett Major League Baseball-licensierat baseballsimuleringsdatorspel som utvecklats av Kush Games och publiceras av 2K Sports. Släppt den 27 februari 2007 är det enda 2007 MLB-licensierade spelet tillgängligt för Xbox 360 och Xbox. Den är också tillgänglig för PlayStation Portable, PlayStation 2 och för första gången PlayStation 3, men konkurrensen kom i form av MLB 07:The Show från 989 Sports. Bärbara versioner för Nintendo DS, PlayStation Portable och Game Boy Advance släpptes. Det är det första basebollspelet som ska släppas för Nintendo DS och den senaste stora versionen för Xbox-spelkonsolen.